# Brahim Attaeb
Brahim is de artiestennaam van Brahim Attaeb (Torhout, 24 februari 1984), een Belgisch r&b-zanger en presentator.

## Biografie
Brahim werd bekend toen hij meedeed aan Idool 2003. Daar eindigde hij op de 4e plaats (na Peter Evrard, Natalia en Wim Soutaer) en kreeg hij een platencontract, dat hij echter snel terug kwijtraakte.
Hij schreef zich in voor Eurosong 2006 met het lied P.O.W.E.R. In de eerste voorronde werd hij 2e na Katerine. In de halve finale had hij het lied wat veranderd, in plaats van een intro begon hij direct met het refrein en dat werd gewaardeerd door het publiek. De vakjury was erg lovend en gaf hem een 2e plaats, de kijkers gaven hem een 3e plaats maar door de andere jury's werd hij minder gewaardeerd, waardoor hij vierde was en niet rechtstreeks naar de finale mocht. De vakjury had echter nog een wildcard en gaf die aan Brahim. In de finale gaf de vakjury de volle pot aan Brahim maar ook nu speelden de andere jury's hem parten, waardoor hij opnieuw op de 4e plaats strandde.
Hij had een cameo in de serie Familie.
Met Turn the music up en Didi had Brahim hits in Marokko.
In 2007 was hij het boegbeeld van de Damiaanactie waarvoor hij de song Lamuka (Wake Up) schreef. In de zomer van 2007 nam hij een nieuw nummer op So into you.
In 2008 nam hij opnieuw deel aan Eurosong met het nummer 'What I like about you'. Hij werd tweede in de eerste voorronde, bleef steken in de halve finale, maar de jury had nog een wildcard uit te delen en gaf die aan Brahim. Hiermee ging hij door naar de finale, waar hij uiteindelijk vierde werd.
In maart 2011 begon hij het programma I-CLiPS te presenteren op VRT-jeugdzender Ketnet. In 2011 zette hij ook zijn eerste stapjes in de radiowereld, met de MNM Dance 50 op VRT-radiozender MNM, elke vrijdagavond.
In 2020 speelt hij mee in de Vlaamse musical Pocahontas.

## Werkzaamheden bij deVRT
In 2012 presenteerde hij, opnieuw bij Ketnet, I-fan, en was er peter van de campagne tegen pesten. Het liedje Move tegen pesten dat hij hiervoor samen met wrapster Charlotte Leysen zong, kreeg tijdens Radio 2 Zomerhit 2012 de prijs voor beste kidspop.
In het najaar van 2012 presenteert Brahim op Eén het nieuw muziekprogramma In de mix, waarin een gevestigde Vlaamse artiest en een jonge collega een grote hit van elkaar bewerken in hun eigen stijl. Het is gebaseerd op het Nederlandse programma Ali B op volle toeren. 
Sinds het najaar van 2012 presenteert Brahim op MNM niet langer de Dance 50, maar de Urban 50 (eerst op zaterdagavond, sinds 2015 op vrijdagavond). Sinds september 2014 is Brahim daarnaast presentator van de programma's Lovesong Request en MNM Urbanice. Sinds eind 2015 neemt hij daarnaast ook de programma's Sing Your Song en Sing Your Song Deluxe voor zijn rekening. In 2017 werd door de zanger tijdens zijn toenmalige programma Lovesong Request bekendgemaakt om een stapje terug te doen bij MNM en zich meer te focussen op nieuwe muziek. De presentatie van Lovesong Request is sindsdien in handen van Laurens Luyten. Brahim neemt, daarentegen, sindsdien wel vaker de presentatie van de Ultratop Dance over.

## Privé
Brahim is van Belgische en Algerijns-Marokkaanse afkomst. Hij is sinds 2009 getrouwd.

## Discografie

### Albums
| Album met hitnotering(en) in de Vlaamse Ultratop 200 albums | Datum van verschijnen | Datum van binnenkomst | Hoogste positie | Aantal weken | Opmerkingen |
| ----------------------------------------------------------- | --------------------- | --------------------- | --------------- | ------------ | ----------- |
| My life is music                                            | 22-09-2003            | 04-10-2003            | 7               | 16           |             |
| Najaha                                                      | 19-05-2006            | -                     |                 |              |             |
| Evolution                                                   | 11-08-2008            | 16-08-2008            | 10              | 12           |             |
| 1984                                                        | 18-02-2013            | 02-03-2013            | 35              | 4            |             |

### Singles
| Single met hitnotering(en) in de Vlaamse Ultratop 50 | Datum van verschijnen | Datum van binnenkomst | Hoogste positie | Aantal weken | Opmerkingen                                             |
| ---------------------------------------------------- | --------------------- | --------------------- | --------------- | ------------ | ------------------------------------------------------- |
| Turn the music up                                    | 2003                  | 16-09-2003            | 1(3wk)          | 14           | Nr. 1 in de Radio 2 Top 30                              |
| I wanna be                                           | 2003                  | 18-10-2003            | 8               | 14           | Nr. 7 in de Radio 2 Top 30                              |
| Party with me                                        | 2004                  | 21-02-2004            | 40              | 3            | Nr. 27 in de Radio 2 Top 30                             |
| Loco                                                 | 2004                  | 26-06-2004            | 49              | 1            |                                                         |
| Didi                                                 | 2005                  | 23-04-2005            | 10              | 9            | Nr. 7 in de Radio 2 Top 30                              |
| Lei lei                                              | 2005                  | 22-10-2005            | tip4            | -            | met Valton & Supasonic                                  |
| P.O.W.E.R.                                           | 2006                  | 25-03-2006            | 19              | 11           | Nr. 15 in de Radio 2 Top 30                             |
| Lamuka                                               | 2007                  | 10-02-2007            | 31              | 6            | Nr. 25 in de Radio 2 Top 30                             |
| So into you                                          | 2007                  | 18-08-2007            | 26              | 8            | Nr. 11 in de Radio 2 Top 30                             |
| What I like about you                                | 10-03-2008            | 22-03-2008            | 10              | 8            | Nr. 6 in de Radio 2 Top 30                              |
| Dance all night                                      | 14-07-2008            | 19-07-2008            | tip3            | -            | Nr. 3 in de Radio 2 Top 30                              |
| This is what I like                                  | 13-09-2010            | 25-09-2010            | tip37           | -            |                                                         |
| When the lights go out                               | 06-06-2011            | 25-06-2011            | tip20           | -            |                                                         |
| Tengo tu love                                        | 04-06-2012            | 16-06-2012            | tip3            |              | met Sie7e & Abie Flinstone / Nr. 9 in de Radio 2 Top 30 |
| Be mine tonight                                      | 23-07-2012            | 11-08-2012            | tip20           | -            |                                                         |
| De allereerste keer                                  | 2012                  | 22-09-2012            | tip36           | -            | met Jasine                                              |
| Meisjes                                              | 2012                  | 29-09-2012            | tip28           | -            | met Walter Ego                                          |
| Goeiemorgend goeiedag                                | 2012                  | 27-10-2012            | tip16           | -            | met Slongs Dievanongs                                   |
| Get it right                                         | 2013                  | 12-01-2013            | tip29           | -            |                                                         |
| Show you love                                        | 2013                  | 09-03-2013            | tip37           | -            |                                                         |
| Ready to go                                          | 2013                  | 15-06-2013            | tip25           |              |                                                         |
| Fly                                                  | 2013                  | 22-06-2013            | tip38           |              | met Robert Abigail & P. Moody                           |

## Trivia
- Brahim zong ook de titelsong van David, een Vlaamse telenovelle van VTM.
- Brahim was gastartiest bij het liedje 'Leegaert' van 't Hof van Commerce op hun plaat Ezoa en niet anders.

- Gemeinsame Normdatei: 135442400
- International Standard Name Identifier: 0000 0000 5637 8804
- MusicBrainz: 5a122b38-c5f7-4f70-9978-77e4d77fd995
- Virtual International Authority File: 80186725
- WorldCat: E39PBJx4qr6PwcF6JqWQbm8XBP